# Фаррух Бек
Фаррух Бек (род. 1547 г, — ум. ок. 1619 г., Агра) — персидский художник.
За свою долгую жизнь Фаррух Бек успел послужить трем монархам — могольским императорам Акбару и Джахангиру, и биджапурскому султану Ибрагиму Адилшаху II. Начав с традиционной персидской живописи, этот мастер со временем выработал свою индивидуальную манеру, которая довольно отчетливо выделяет его среди художников Персии и Индии.

## Биография
Визирь императора Акбара Абу-л Фазл в «Акбарнаме» сообщает, что Фаррух по национальности был калмык. Несмотря на то, что есть исследователи, которые считают, что Абу-л Фазл писал о каком-то другом Фаррухе, за Фаррух Беком закрепилась традиция считать его именно калмыком (хотя приставка «Бек» говорит о его среднеазиатском происхождении).
Судя по всему, свою карьеру художник начал при дворе племянника персидского шаха Тахмаспа, Султана Ибрагима Мирзы, среди художников которого были выдающиеся мастера той эпохи — Мирза Али, Шейх Мухаммад, Али Асгар, Мухаммади и другие. В таком окружении Фаррух Бек прошел хорошую школу.

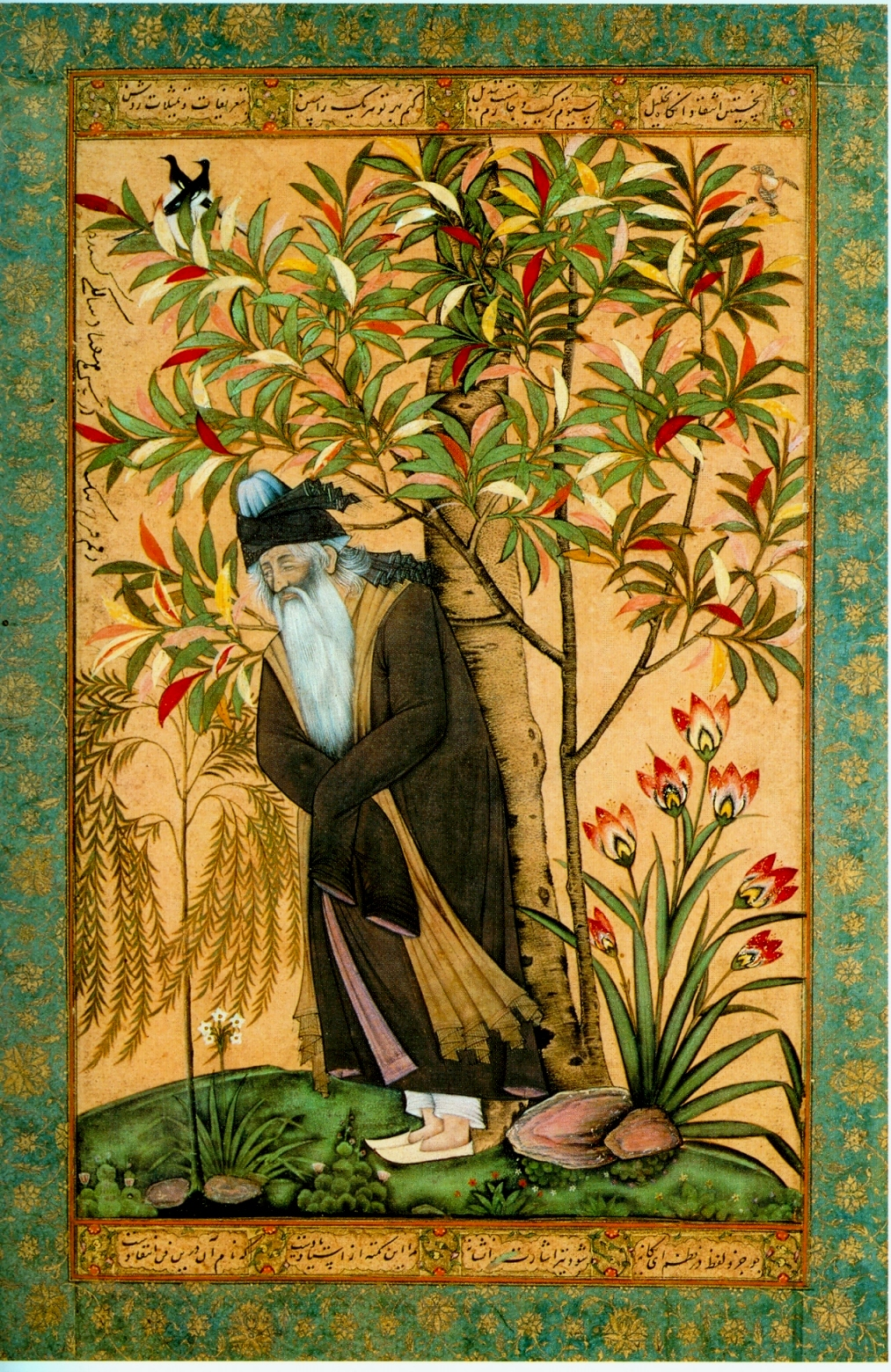
Фаррух Бек. Старый мулла. ок. 1615 г. Музей Виктории и Альберта, Лондон.

Первая известная рукопись с его работами — это «Хамсе» (Пять поэм) Амира Хосрова, в которой четыре миниатюры. Она создана в 1571-2 годах в Герате, где художник, возможно, жил в это время. Миниатюры выдержаны в несколько провинциальном стиле. Затем Фаррух Бек поступил на службу к губернатору Кабула Мухаммаду Хакиму, единокровному брату императора Акбара I. Вероятно, именно в этот период неравнодушный к живописи Акбар I узнал о художнике.
В 1585 году, после смерти кабульского губернатора, Фаррух Бек вместе с его сыном уезжает ко двору императора Акбара. Абу-л Фазл сообщает, что по приезде ему был оказан самый тёплый прием: «Фаррух Бек Мусаввир и другие получили дорогие одежды и коней, подносы с мухр (золотые монеты) и рупии. Им были оказаны разные почести».
В китабхане императора Акбара художник проработал 15 лет, а затем около 1600 года уехал в Декан к султану Ибрагиму Адилшаху II. К этому времени мастеру стало ясно, что его эстетский стиль с сильным персидским привкусом совсем не по нраву Акбару, который предпочитал искусство менее отвлеченное, и более страстное. При дворе Ибрагима Адилшаха II Фаррух Бек провел почти десять лет. Причина его отъезда от блестящего двора адилшахов до сих пор остается неизвестной. Он вернулся в могольскую столицу, когда император сменился — к власти пришел Джахангир, которому с детства нравилась персидская манера, особенно работы Мир Сеида Али, Абд ас-Самада, Ризы йи-Аббаси и Мирзы Гулама. Наряду с Мансуром и Абул Хасаном император Джахангир считал Фарруха Бека одним из чудес своего царства, и присвоил ему титул «Надир аль Аср» (Чудо эпохи). Художник работал в китабхане Джахангира до самой смерти — до 1615 или даже до 1620 года.
В период работы у Акбара I Фаррух Бек участвовал в иллюстрировании нескольких манускриптов, однако, судя по всему, лишь только от случая к случаю. Например, в обширном списке «Акбарнаме» его руке принадлежат всего две миниатюры. Также он участвовал в иллюстрировании «Хамсе» Низами (1590-95гг) и первой акбаровской версии «Бабурнаме» (ок. 1589г). Его произведения в этих рукописях выдержаны в типично персидском стиле, с дотошными подробностями и схемами построения сцен, взятыми из работ его персидских коллег. Гораздо интереснее его произведения на отдельных листах. Изображения дервишей, старых мулл или мудрецов, и идеализированных юношей были важной частью его художественного репертуара. В этих работах для Фаррух Бека было характерно создание особого настроения, особой атмосферы, какой нельзя найти у других персидских мастеров.

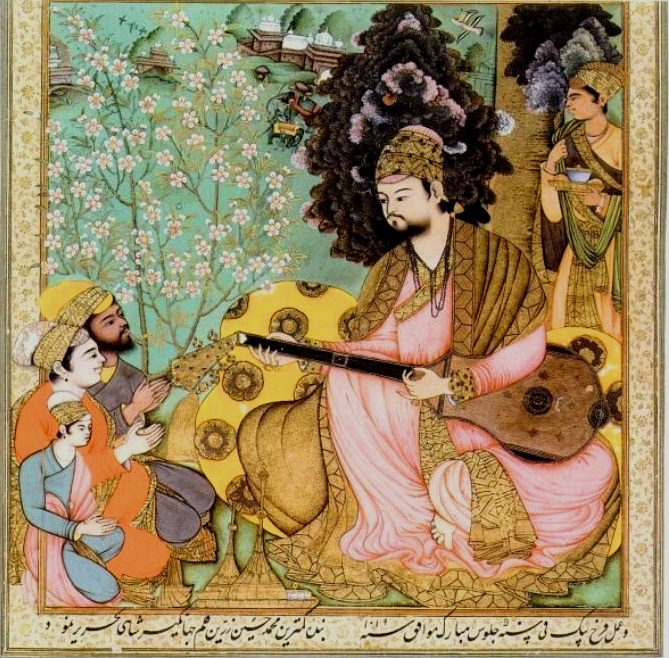
Фаррух Бек. Ибрагим Адилшах II музицирует. ок.1610 г. Прага, Музей Напрстек.

Большинство этих произведений приходится на поздний период его творчества, наступивший по возвращении из столицы адил-шахов, Биджапура. Десять лет, проведенные Фаррух Беком в этом городе остаются загадкой для исследователей. Некоторые из них, как например специалист по деканской живописи Марк Зебровски, считают, что Фаррух Бек не работал в Биджапуре в ателье Адилшаха, поскольку не сохранилось никаких документальных свидетельств об этом. Кроме того, художника, работавшего там, звали Фаррух Хусейн (однако под этим именем художник был известен ещё в 1580-х годах во время работы в Кабуле). От той поры сохранился портрет музицирующего Ибрагима Адилшаха II (ок. 1610 г., Музей Напрстек, Прага), а также миниатюра «Суфии на фоне пейзажа» (1601-4гг, РНБ, Санкт Петербург), выдержанные в стиле, типичном для китабхане этого султана — поэтичном и немного таинственном. Такое настроение характерно практически для всех поздних портретов, которые Фаррух Бек создавал на отдельных листах. Отчасти это настроение достигалось благодаря пейзажному фону — композиции из необычных растений создают иллюзию какой-то инопланетной безлюдности и одиночества, усиливая впечатление от портретов.
К позднему периоду относится также портрет мудреца, скопированный Фаррух Беком с гравюры «Долор» Мартена де Воса, который в свою очередь позаимствовал идею у Дюрера. Задумчивый, умудренный опытом суфий, нарисованный художником в свои 70 лет, вызвал у исследователей естественное желание соотнести этот образ с самим Фаррух Беком. Разумеется, это не физический портрет художника, но психологический наверняка.
Творчество Фаррух Бека в могольской живописной школе стоит особняком. Известный американский исследователь С. К. Уэлч причисляет мастера к компании мировых мистических художников — Альтдорферу, Султан Мухаммеду и Геркулесу Сегерсу.

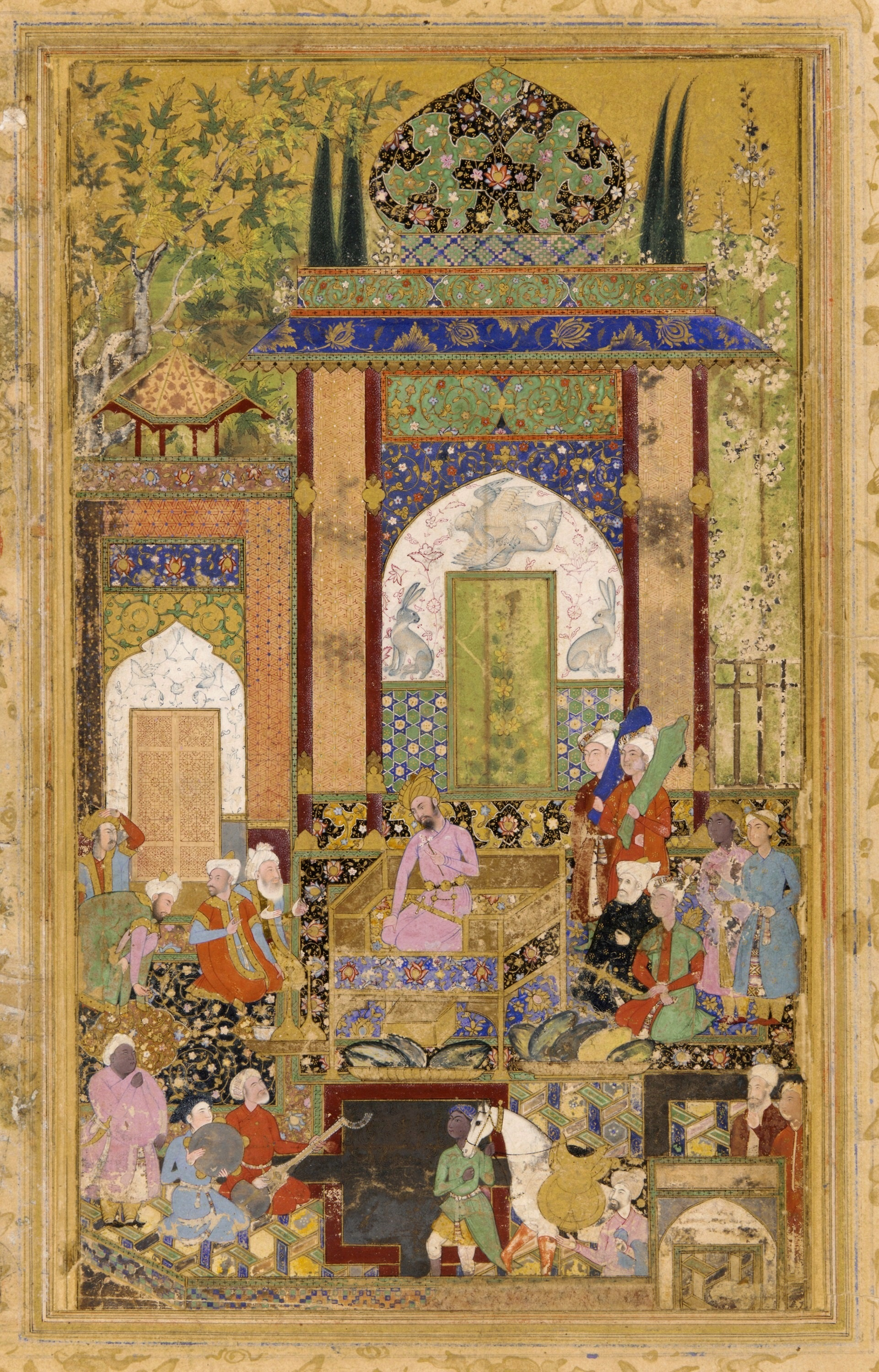
Фаррух Бек. Бабур принимает придворных. Бабурнаме. 1589г. Вашингтон, Галерея Саклера.
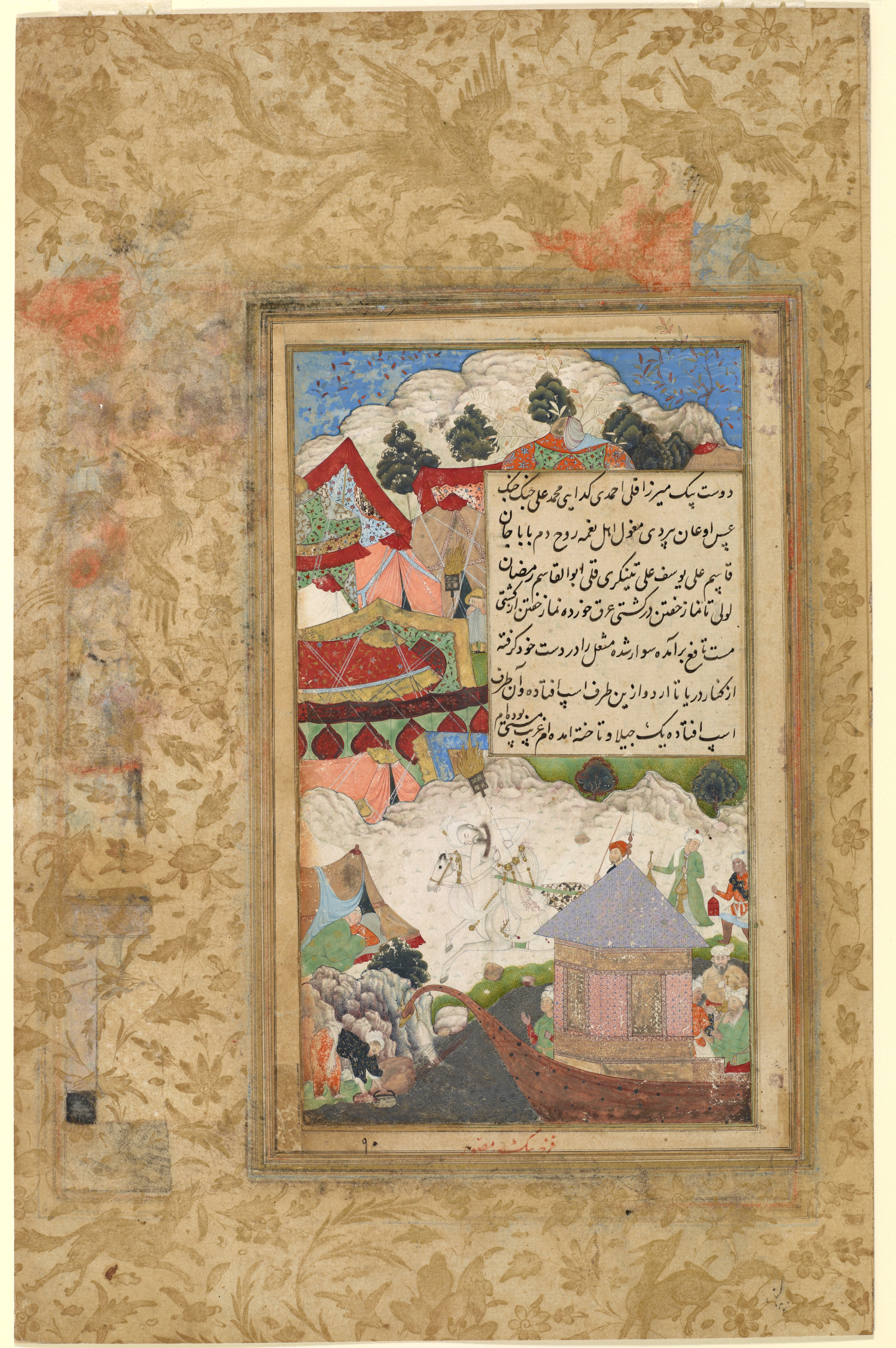
Фаррух Бек. Пьяный Бабур возвращается ночью в свой лагерь. Бабурнаме. 1589, Вашингтон, Галерея Саклера.
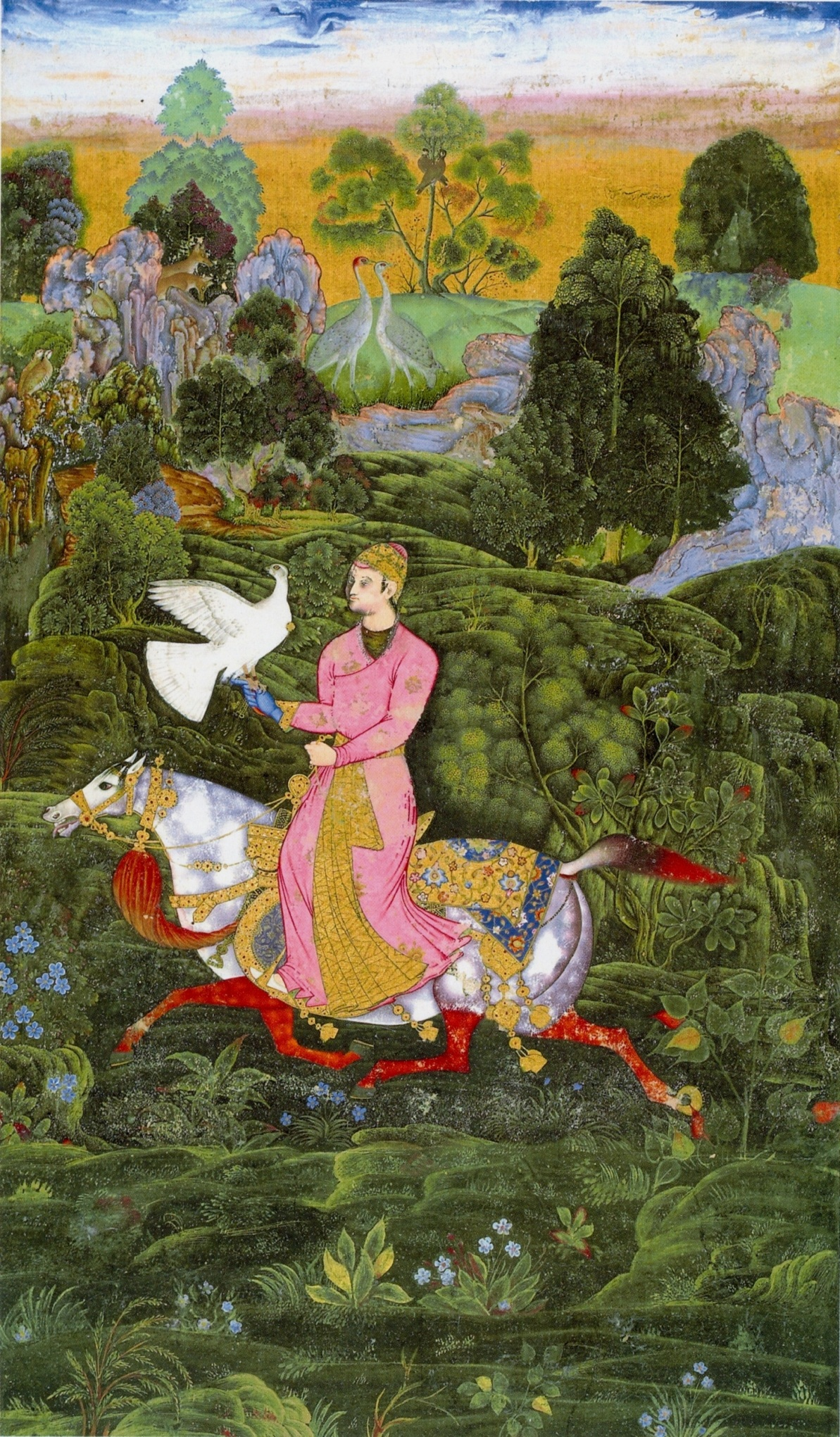
Фаррух Бек. Ибрагим Адилшах II на ястребиной охоте. ок. 1590-95гг, Институт востоковедения РАН, СПб.
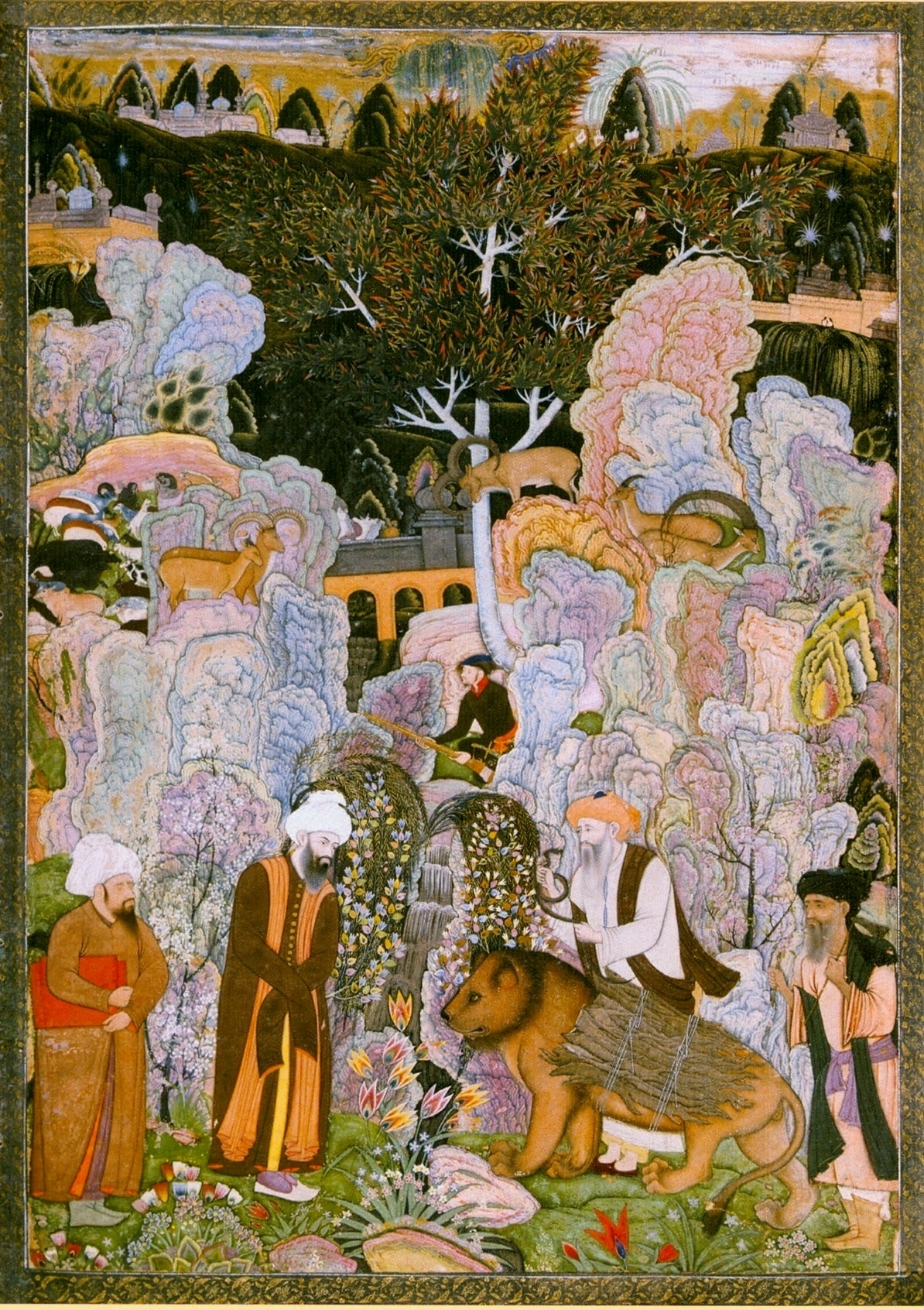
Фаррух Бек, Суфии на фоне пейзажа. ок 1601-04гг РНБ им. Салтыкова-Щедрина, СПб.
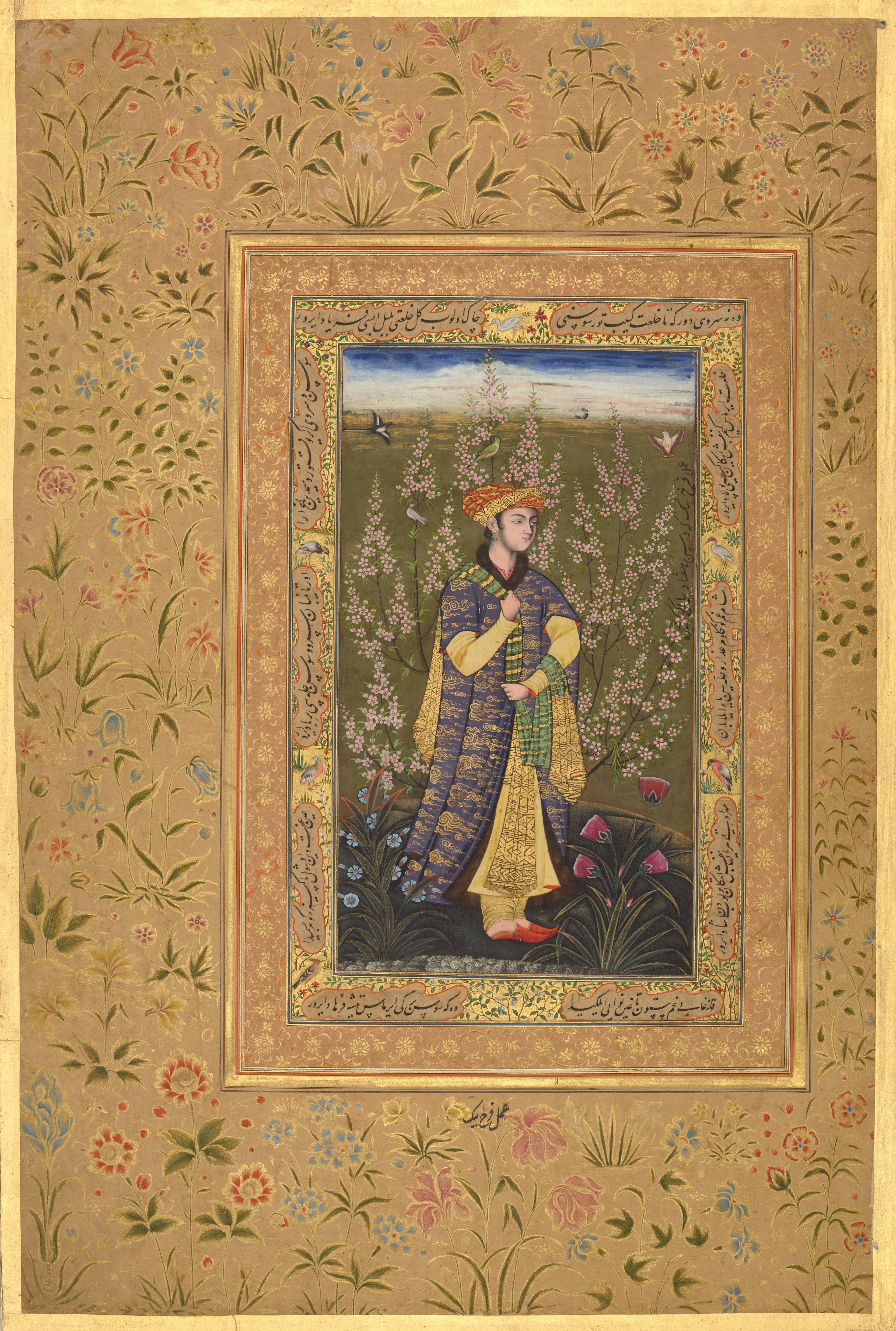
Фаррух Бек. Юный паж. ок. 1615 г. Библиотека Честер Битти, Дублин.
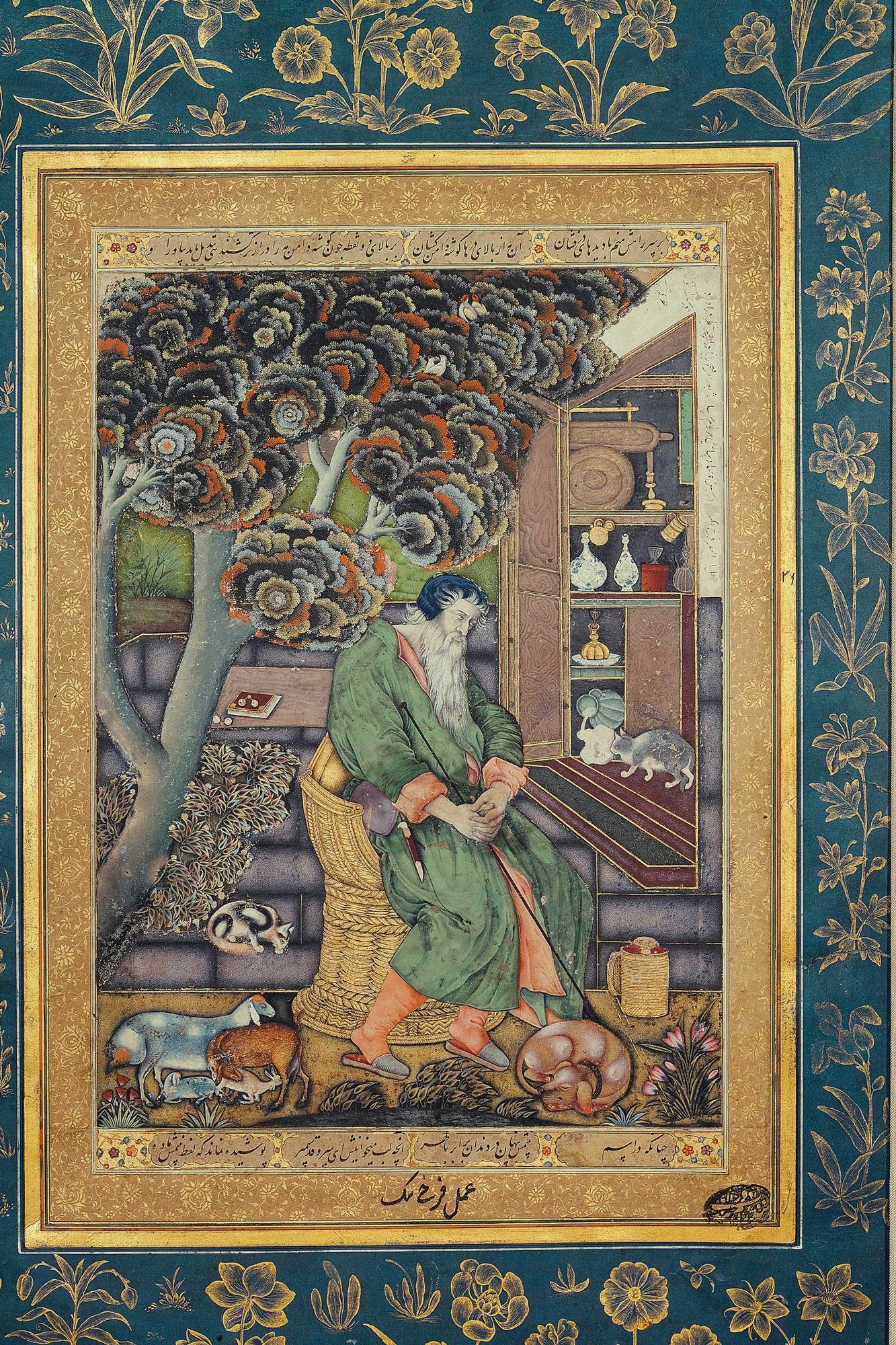
Фаррух Бек. Старый суфий. 1615 г. Музей исламского искусства, Доха.